# Campeonato Mundial de Tiro al Plato de 1938
El VI Campeonato Mundial de Tiro al Plato se celebró en Luhačovice (Checoslovaquia) en el año 1938 bajo la organización de la Federación Internacional de Tiro Deportivo (ISSF) y la Federación Checoslovaca de Tiro Deportivo.

## Resultados

### Masculino
| Evento         | Oro                                      | Plata                         | Bronce                               |
| -------------- | ---------------------------------------- | ----------------------------- | ------------------------------------ |
| Foso           | István Strassburger · Hungría · 190 pts. | Hocke Checoslovaquia 188 pts. | Józef Kiszkurno · Polonia · 185 pts. |
| Foso (equipos) | Polonia ·                                | Checoslovaquia                | Hungría ·                            |

## Medallero
| Núm. | País           | Oro | Plata | Bronce | Total |
| ---- | -------------- | --- | ----- | ------ | ----- |
| 1    | Hungría        | 1   | 0     | 1      | 2     |
| 2    | Polonia        | 1   | 0     | 1      | 2     |
| 3    | Checoslovaquia | 0   | 2     | 0      | 2     |
|      | TOTAL          | 2   | 2     | 2      | 6     |